# 福岡地所
福岡地所株式会社（ふくおかじしょ）は福岡県福岡市博多区に本社に置き、商業施設の開発、都市開発などを行っている、グループ企業。通称「FJ」

## 概要
1961年7月19日に、福岡相互銀行（現・西日本シティ銀行）の保険代理店として法人設立。1970年代に不動産業に進出し、建物の保守管理を担う子会社「サン・ライフ」を設立。2005年には福岡リート投資法人が福岡地所の58%の出資により、国内初となる地域特化型リートとし、東京証券取引所および福岡証券取引所に上場した。現在は「キャナルシティ博多」「マリノアシティ福岡」「リバーウォーク北九州」「木の葉モール橋本」など様々な商業施設を手掛けている。
なお、北九州市に存在する同名の“前株”（社名・株式会社福岡地所）の不動産事業者は、一切関係無く、本業の許可官公庁も“後株”のこの会社は国土交通省に対し、“前株”の別法人は福岡県庁と異なっている。また、FJネクストとも一切関係無い。

## 沿革
- 1961年（昭和36年）7月19日 - 福岡相互銀行（現・西日本シティ銀行）の保険代理店として法人設立。
- 1973年（昭和48年） - 株式会社サン・ライフ設立
- 2005年（平成17年）6月21日 - 福岡リート投資法人（J-REIT）が東証・福証上場
- 2023年（令和5年）3月31日 - FJプライベートリート投資法人（私募リート）の運用開始[3]

## グループ会社
- 株式会社サン・ライフ
- 株式会社エフ・ジェイホテルズ
- 株式会社エフ・ジェイエンターテインメントワークス
- 福岡地所R&I株式会社
- 株式会社エフ・ジェイビジネスソリューションズ
- エフ・ジェイロジ株式会社
- FJアセットマネジメント株式会社

かつてのグループ会社
- 福岡地所シニアライフ株式会社 - 株式会社アビタシオンが事業継承し[4]、2021年7月21日にみらいケア株式会社に商号変更[5]。

## 実績
商業施設
- 木の葉モール橋本（2011年、福岡市西区）
- キャナルシティ博多（1996年）
- スクエアモール鹿児島宇宿（鹿児島県鹿児島市、2006年）
- パークプレイス大分（2001年、大分県大分市）
- ボンラパス（「ピア高宮」、1988年）
- ナムコ・ラーメンスタジアム2（福岡市）

ホテル
- THE BASICS FUKUOKA（元・ハイアットリージェンシー福岡）

オフィス
- 博多駅前ビジネスセンター（1999年）
- 呉服町ビジネスセンター（2003年）
- キャナルシティビジネスセンタービル（1996年）
- 天神ビジネスセンター（2021年）

集合住宅
- ヒット住宅展示場
- 宗像コモン玄海公園通り（福岡県宗像郡、1997年）

- ネクサスワールド集合住宅
- シーサイドももち・ネクサス百道レジデンシャルタワー（マイケル・グレイヴス設計）

## 過去実績
- マリノアシティ福岡（2000年、福岡市西区）→2024年8月閉館
- リバーウォーク北九州（2003年）→2023年3月マスターリース契約終了（プライムプレイスへ変更）
- ザ・モール小倉→2023年7月九州旅客鉄道へ売却
- グランドハイアット福岡→星野リゾートグループへ運営移管